# Coriolano Biacchi
Coriolano Biacchi (Milano, 28 maggio 1834 – Urbino, 27 gennaio 1914) è stato un compositore italiano.
La figura di Coriolano Biacchi, assente dal novero dei musicisti italiani, è rimasta pressoché sconosciuta per una serie di vicende personali e professionali che ne hanno impedito la conoscenza fino ad oggi.
La formazione musicale e le opere giovanili
Figlio del tenore Lorenzo Biacchi, Coriolano nasce a Milano il 28 maggio 1834. Dopo una prima formazione musicale a Cesena, dove il padre era attivo presso il Teatro Bonci, completa e perfeziona i suoi studi al Conservatorio di Firenze, dove si diploma in violino sotto la guida dei maestri Ignazio Colson (violino), Fabio Favilli (violino) e Ferdinando Giorgetti (perfezionamento di violino), e in direzione d’orchestra e composizione con Teodulo Mabellini e Luigi Picchianti, probabilmente nel 1859.[1] A questo periodo (1854-1859) risalgono le prime composizioni per violino e altro strumento o voce solista, duetti, studi per violino, e altre pagine brevi,[2] nonché opuscoli didattici e un breve trattatello scritto a penna intitolato Piccolo Istradamento all’Armonia di C. Biacchi, scritti nel 1859, che sembrano subito rivelare una personalità estrosa, e allo stesso tempo metodica, come suggerirebbero le precise annotazioni quali data e luogo di stesura e altre indicazioni apposte alle partiture manoscritte. I rapporti con il Conservatorio di Firenze sono continui, se nel 1859 il Biacchi ventiquattrenne è ancora legato ai suoi maestri, in particolare a Ignazio Colson, come egli stesso scrive nel frontespizio delle Due fughe in una sola, la cui revisione e supervisione è controfirmata dal Colson.[3]
A Firenze il giovane maestro acquista grande stima sia durante il periodo della formazione sia con le sue prime prestazioni, di cui si elogiano le doti artistiche e musicali di direttore d’orchestra «nella qual branca fù riconosciuto abilissimo», oltre che come ottimo maestro di violino e concertista, parole queste espresse dal maestro di perfezionamento.[4]
Tra il 1861 e il 1863 riceve apprezzamenti e lodi scritti da personalità quali il compositore Teodulo Mabellini,[5] il Cav. Pietro Zampieri di Faenza, il compositore Giovanni Pacini, il Presidente della Accademia dei Risoluti, proprietaria del R. Teatro Alfieri di Firenze, Giovanni Cino Mossi, in cui si elogia il musicista quale “Capo d’Orchestra” in due stagioni liriche consecutive (primavera 1860 e 1861), sotto la cui egida si sono esibiti cantanti celebri, tra cui Alessandro Bottero.[6]
La documentazione proveniente da diverse città fa pensare che il musicista non avesse fin dal 1861 un impiego stabile. È certo comunque che tra il 1860 e il 1863 si dedica intensamente alla composizione di opere per orchestra: Sinfonia, 1860; Tantum ergo, gennaio 1861; Sinfonia, gennaio 1861; Waltz, per quartetto d’archi, 1861; Sinfonia n. 24, 1862; Sinfonia per il Teatro Comunale [di Cesena], 1862; Sinfonia per orchestra, 1863; Sinfonia n. 26, 1864.[7] Contemporaneamente mantiene i contatti con varie istituzioni musicali, sicuramente con il Comune di Cesena, sua amata patria adottiva, dove dirige l’orchestra del Teatro Comunale Bonci in occasione del carnevale 1862-63, in cui vengono eseguite la Norma di Bellini e il Poliuto di Donizetti, per le quali ottiene il plauso degli orchestrali, che gli dedicano un elogio in versi.[8]
Il periodo urbinate
Il 15 febbraio 1863 il Comune di Urbino gli propone l’incarico triennale di primo violino e direttore d’orchestra e il compito di riattivare la musica strumentale nella Cappella Musicale del SS.mo Sacramento.[9] Il maestro accetta la proposta, forse perché ha già incontrato a Urbino la donna che sarà sua moglie, la nobile Giuliana Fiocchi Nicolai (1848-1943), che sposerà il 9 novembre 1867 e dalla quale avrà due figli: Lorenzo (1868-1915) e Marta (1869-1933).[10]
Nel 1864 è tentato di lasciare Urbino per le migliori condizioni economiche che gli offriva la città di Cesena, ed è possibile che, pur non rinunciando a Urbino, il giovane maestro sia riuscito a barcamenarsi agevolmente tra i due incarichi, o che si sia impegnato a Cesena rinunciando all’offerta del Comune di Urbino per il 1864.[11]
Fatto sta che nel 1865 gli viene riconfermato il posto di primo violino e direttore d’orchestra della Cappella Musicale urbinate, in luogo del defunto Secondo Ripini, con l’aumento del contributo, ma con clausole assai vincolanti che impongono il completo assoggettamento al maestro di Cappella e il divieto di «assentarsi dalla Città senza ottenere i consueti permessi, godrà però una stagione libera a sua scelta coll’annuenza delle competenti autorità».[12]
Negli anni che seguono fino al 1871, il compositore attraversa un periodo sereno, ottiene ovunque elogi e apprezzamenti appassionati quale direttore d’orchestra e professore di violino e scrive altre opere strumentali.
Nel carnevale 1865-1866 dirige al Teatro Sanzio Lucrezia Borgia di Donizetti e Un ballo in maschera di Verdi, con il soprano Teresa Alvisi.[13]
Il 17 ottobre 1868 vengono eseguiti la sua Sinfonia a piena orchestra e il Coro patriottico di Agostino Mercuri, su testo di Vincenzo Romani, composizioni dirette presumibilmente dirette dallo stesso Biacchi.
Nella primavera del 1866, 1867 e 1868 è a Chieti, dove è direttore delle stagioni liriche: riscuote grande plauso, tanto che il Comune della città abruzzese avanza la proposta di assumere l’incarico di Direttore dell’Orchestra del Teatro, impegno che non viene accettato.[14]
A Urbino le gratificazioni professionali si susseguono l’una dopo l’altra: il 7 novembre del 1867 è nominato «Maestro Direttore della Società Filarmonica di Urbino».[15]
Nel 1868 Biacchi collabora frequentemente con il compositore Agostino Mercuri (Sant’Angelo in Vado 1839 – Perugia 1892), insieme al quale dà frequenti concerti, soprattutto in occasioni solenni: la commemorazione della morte di Gioacchino Rossini (13 novembre 1868), promossa dall’Accademia Raffaello di Urbino, di cui è socio dal 1870, e inaugurata da Nicolò Tommaseo;[16] i concerti vocali e strumentali programmati per le annuali celebrazioni di Raffaello (28 marzo – 6 aprile); la cerimonia di apertura per il 350º anno della morte di Raffaello nella sala del trono del Palazzo Ducale con un Inno a Raffaello, scritto dal conte Pompeo Gherardi e musicato da Agostino Mercuri, e la Sinfonia in Si bemolle OP. 25, sinfonia «molto lodata», scritti per l’occasione;[17] l’esecuzione in duomo della la Gran Messa funebre per i morti di Castelfidardo, composta da Luigi Vecchiotti per i caduti della storica battaglia,[18] sotto la direzione del Mercuri, con Biacchi primo violino, e dal maestro di cappella di Loreto Roberto Amadei.[19]
Contemporaneamente Biacchi continua a comporre e dirige l’orchestra nelle stagioni liriche del Teatro Raffaello Sanzio per opere in prevalenza di Rossini, Bellini, Donizetti, Verdi, promosse dalla Società Teatrale, riscuotendo apprezzamenti lusinghieri.[20]
A questo punto la buona stella del maestro si spegne improvvisamente e i rapporti con la città si fanno molto tesi in seguito a vicende spiacevoli da addebitare prevalentemente alla negligenza della amministrazione della Cappella Musicale e soprattutto al diverso orientamento della classe politica urbinate, in cui stanno prendendo progressivamente campo le ideologie repubblicane e socialiste, fortemente anticlericali, avversarie dei partiti monarchici e della destra liberale, a cui il Biacchi era legato, in virtù del matrimonio con la nobile consorte.
Nell’estate del 1871, da un giorno all’altro, il maestro è fatto vittima di accuse di inefficienza e di non rispettare lo statuto della Cappella Musicale, seguite da ingiuste calunnie dirette alla persona. La finalità di queste azioni da parte del Comune era di sostituire il maestro con uno della stessa fazione politica, e viene prescelto il giovane musicista Diomede Lamonaca. Questi tuttavia, probabilmente molto disgustato in quanto usato contro il collega, rinuncia all’incarico il 28 aprile 1872.[21] Vista la situazione, il Biacchi, benché formalmente in carica per altri tredici mesi, decide di dimettersi.
Il periodo di Casale Monferrato (1872-1890)
Dell’attività svolta negli anni di Casale Monferrato abbiamo la sola documentazione del carteggio Rigi Luperti, comprendente alcune lettere di Lauro Rossi, varie partiture manoscritte, sulle quali sono annotati luogo e data di composizione e revisione, e una locandina teatrale, sufficienti a testimoniare non solo la assidua presenza del maestro nella cittadina piemontese, ma anche la composizione di musiche da eseguire a Urbino.
Alla fine del 1872 Biacchi riceve una lettera dal Comune di Casale Monferrato, datata 12 dicembre, con la quale è nominato da una apposita «Commissione per la Scuola di Musica» a «primo Violino, Direttore d’orchestra e Maestro della scuola d’arco collo stipendio annuo di £ 1500 e gli altri emolumenti d’uso». Viene quindi invitato a recarsi a Casale per dirigere un’opera, che andrà in scena tredici giorni dopo.[22]
Questa improvvisa chiamata, e solo pochi giorni prima di dirigere l’orchestra in teatro, fa intendere che il maestro, sentita l’ostilità intorno a sé a Urbino, avesse preso accordi già da qualche tempo con la cittadina piemontese, dove avrà una più che soddisfacente carriera, soprattutto come direttore d’orchestra nel Teatro Comunale, allora il più importante della regione dopo il Regio di Torino. A Casale il musicista sembra trovare un ambiente propizio e si dedica anche alla composizione di varie importanti opere strumentali, e non solo per il teatro, le chiese e i committenti locali, ma anche per Urbino, dove, oltre agli affetti famigliari, trova ancora consensi dagli appassionati e nell’ambito dell’Accademia Raffaello, per la quale scriverà altre importanti pagine, per eseguire le quali viene più volte richiamato a Urbino, con ogni probabilità dal suocero Giuseppe Fiocchi Nicolai, accademico, eletto presidente nel 1878.
Tra il 1873 e il 1885 compone musiche sacre (Laudate a solo Tenore con Coro, riduzione a Organo, 1883; Laudamus e Gratias per baritono in S. Domenico di Casale Monferrato, 1884), da camera (Adagio, e Variazioni per Contrabasso, giugno 1873; Fuga a 4 del Maestro Biacchi, per contrabbasso, due violini, e viola, marzo 1879), per pianoforte (Mazurka L’Appassionata, 1875; L’Abbandonata Mazurka, Giuseppina Mazurka, Spunta il sole Polka, 1876; Introduzione e Polka, Festa d’Imeneo,[23] Misteri del Cuore Mazurka, 1881, per orchestra (sinfonie per le celebrazioni di Raffaello). Tutti i manoscritti sono stati riportati dal maestro all’Archivio della Cappella Musicale urbinate.[24]
Nella stagione autunnale 1884 del Teatro Comunale di Casale dirige il Gugliemo Tell di Rossini per l’impresa Bruni & C.[25]
Un momento molto importante e per il maestro e per la storia musicale delle Marche è la collaborazione con il noto compositore maceratese Lauro Rossi, il quale, con una breve lettera spedita da Napoli, elogia il Biacchi, chiamandolo collega, per le sue qualità artistiche e per aver diretto, nel 1877, a Casale Monferrato, la sua opera La Contessa di Mons, composta nel 1874, ed gli offre la sua collaborazione per altre eventuali occasioni.[26]
Dopo il carnevale 1880-1881, durante il quale Biacchi dirige Rigoletto, Jone, ossia L’ultimo giorno di Pompei di Errico Petrella, Norma, con i cantanti Elvira Barilli, Luisa Faccioli, Gaetano Verati,[27] si ha un evento straordinario: l’Accademia Raffaello, per celebrare solennemente il quarto centenario della nascita del sommo pittore (1483-1883), incarica Lauro Rossi di comporre la musica per una cantata celebrativa su testo del poeta urbinate Vincenzo Romani, eseguita nel salone d’onore del Palazzo Ducale, la cui esecuzione è oggetto di ammirazione ed elogi da parte del Rossi, col quale il Biacchi avrà una amicizia epistolare che continuerà fino alla morte del compositore (5 maggio 1885).[28] Contemporaneamente, al Teatro Sanzio Biacchi dirige il Faust di Gounod, con il soprano Secondina Cottino, il tenore Paolo Pelagalli Rossetti di Pollenza, e il mezzo soprano Matilde Pantanelli, parente della celeberrima Clorinda Corradi Pantanelli.[29]
Il 1885 vede la composizione di una delle sinfonie più significative: La Fornarina, col chiaro riferimento al celebre dipinto di Raffaello, scritta a Casale per Urbino, corredata di una guida per il direttore d’orchestra,[30] opera che denota il legame affettivo con Urbino, nonostante la forzata ostracizzazione.
Le ultime testimonianze documentarie relative a Casale Monferrato sono il Gran Duetto Obbligato a Due Cornetti, trascritto nell’aprile 1885,[31] e Tota Pulchra es (maggio 1885), composta da un tal L. Pifferi e dedicata «all’Egregio M° sig. Coriolano Biacchi».[32]
Il ritorno a Urbino
Tornato a Urbino nel 1890,[33] Biacchi non più viene menzionato come direttore d’orchestra; tuttavia  partecipa alla vita musicale della città come consulente esperto ed autorevole, come maestro di violino, commissario d’esame nei concorsi musicali,[34] e promotore di iniziative teatrali importanti. A tale proposito, nella primavera del 1897 è membro di una commissione incaricata dalla Società Teatrale urbinate di predisporre l’organizzazione dello spettacolo da dare nel Teatro Sanzio in occasione dell’inaugurazione del monumento a Raffaello, avvenuta il 22 agosto 1897,[35] per la quale va in scena, dal 18 agosto all’8 settembre, La boheme, diretta però dal maestro Egisto Tango.
Negli ultimi anni ha continuato a comporre e a revisionare alcune opere, come nel caso di Armonia, scritta a Urbino nel 1898 e revisionata nel 1907.[36] Per la grande quantità di pagine musicali, non è credibile che la sua vena creativa si sia esaurita, considerata la robusta personalità del personaggio.
Nel 1904 figura tra i consiglieri della Società Filarmonica, presieduta Francesco Budassi,[37] repubblicano, il leader degli avversari di un tempo, ora deputato del Regno. Sappiamo infine che è stato per anni attivo deputato del Gabinetto di Lettura e ha fatto parte anche della Congregazione di Carità.[38]
Che Urbino sia stata la sua seconda patria adottiva si comprende non solo dalla sua partecipazione da lontano alle cose urbinati, ma anche dal suo desiderio di finire qui i suoi giorni, nonostante il doloroso conflitto con le istituzioni cittadine e i suoi avversari di tanti anni prima, che lo avevano oltraggiato e cacciato. Ma il tempo e la sua liberalità, come si è visto, hanno cancellato ogni rancore.
Coriolano Biacchi cessa di vivere il 27 gennaio 1914 a Urbino, dove è sepolto nel cimitero di San Bernardino assieme ai suoi famigliari.
Coriolano Biacchi e il suo tempo
La formazione del Biacchi avviene in un’epoca in cui domina la figura di Saverio Mercadante e dei suoi allievi, tra cui Agostino Mercuri e Teodulo Mabellini, personaggi vicini al nostro musicista, l’uno come collega, l’altro come maestro di composizione. L’insegnamento del Mabellini è stato sicuramente determinante, soprattutto per quanto riguarda la cura dell’orchestrazione e della timbrica, derivate da Mercadante, peraltro costantemente documentate e messe in evidenza da chi ha sentito il Biacchi dirigere opere e sinfonie, tanto che sull’immagine del compositore sembra prevalere quella del direttore d’orchestra e dell’apprezzato professore di violino.
Gli operisti come Gioacchino Rossini, Gaetano Donizetti, Vincenzo Bellini, protagonisti assoluti della scena musicale non solo italiana, sono i grandi musicisti a cui il nostro compositore fa riferimento, e così anche alcuni dei maestri che egli ha conosciuto, come Luigi Vecchiotti, Agostino Mercuri, Lauro Rossi, Errico Petrella. Ha legami con Amilcare Ponchielli, probabilmente conosciuto a Milano, e Carlo Pedrotti. Trascrive pezzi di Bellini e Donizetti, ma anche sonate di Haydn, ed elabora, con spunti originali, motivi e fraseggi rossiniani in alcune sinfonie. Rispetto a tutti costoro, tuttavia, in diverse opere o parti di esse, riesce a distinguersi per una vena creativa personale inconfondibile.
Considerata l’epoca piuttosto tarda di composizione di alcune opere, l’ispirazione sembra insistere e restare chiusa entro l’ambito musicale del periodo del bel canto, ancora in voga e di sicuro apprezzamento in provincia, che però troverà sempre meno riscontro nel secondo Ottocento, quando i compositori cercano nuove vie espressive, primo fra tutti lo stesso Verdi, fino a giungere a Puccini, Mascagni, Leoncavallo, Zandonai, Martucci, Sgambati e i musicisti tedeschi come Brahms o Wagner.
In generale, le pagine eseguite ed ascoltate ricordano le ouvertures di celebri melodrammi, come nel caso delle sinfonie per le commemorazioni degli anniversari di Raffaello Sanzio, oppure prevale il canto romantico e sentimentale, soprattutto nelle brevi e delicate romanze per violino e pianoforte (Raccolta di melodie romantiche), la cui semplice linea melodica, esente da virtuosismi, è interamente affidata al violino, come in un’aria d’opera; analoga considerazione vale per le composizioni cameristiche per contrabbasso, in cui si avverte il richiamo alle Sonate a quattro rossiniane, ma ricollegate anche alla musica vocale.
Le migliori composizioni per pianoforte, dove l’autore tenta uno sviluppo armonico e timbrico più complesso, risentono dell’influenza dei compositori operistici già ricordati e sono simili a romanze senza parole. Di particolare interesse la Marcia Triestina per pianoforte a 4 mani, dove si avverte l’eco del Risorgimento italiano.

## Le opere
È possibile che alcuni quaderni o pagine siano finiti altrove. Va chiarito che ad alcune composizioni, in particolare le sinfonie, l’autore ha apposto un numero che le identifica (per es. Sinfonia n. 24), ma tale numero si riferisce molto probabilmente all’ordine cronologico della stesura. Il presente catalogo è aggiornato rispetto all’inventario pubblicato dal Moranti.
Musica vocale sacra
-         Ave Maria, musicata espressamente in onore della B. Vergine che si venera nella Chiesa di S. Croce in Urbino, l’anno 1871
-         Kyrie, per coro e strumenti
-         Gloria [per due tenori e due bassi e orchestra] 
-         Laudate pueri a solo tenore con coro. Riduzione a organo 1883;
-         Laudamus e Gratias a Baritono. In S. Domenico di Casale Monferrato 1884
-         Laudamus [per canto e orchestra]
-         Laudamus [per canto e quartetto strumentale]
-         Gratias per violini, viole, flauto e orchestra;
-         Domine Deus, Terzetto per due tenori e basso a piena orchestra
-         Qui tollis [per coro, tenore, basso e orchestra]
-         Quoniam [per canto, basso e orchestra]
-         Cum Sanctu Spiritu, Fuga reale a tre voci [per due tenori e basso]
-         Credo [per coro e orchestra]
-         Credo [per due tenori, basso e orchestra]
-         Laudate pueri, guida del coro: Tenori e Bassi
-         Tantum ergo [per canto e orchestra]
-         Eleison Christe Eleison, Fuga a 5 voci
-         Crucifixus [a tre voci e orchestra]
Musica per orchestra e per solista e orchestra. Dieci sinfonie per orchestra (di cui due senza titolo e data), concepite come ouvertures in un unico movimento:
-         Sinfonia, 1860
-         Sinfonia, 1861 (?)
-         Sinfonia n. 24, 1862;
-         Sinfonia per il Teatro Comunale [di Cesena], 1862
-         Sinfonia per orchestra, 1863
-         Sinfonia n. 26, 1864
-         Capriccio per orchestra, 1869
-         Sinfonia in si bemolle OP. 25, 1870
-         Sinfonia n. 23, 1871
-         Misteri del cuore, mazurka [1881]
-         La Fornarina. Sinfonia per grande orchestra, 1885
-         Armonia n. 18, 1897 o 1898
-         Andante e variazioni per violino e orchestra
-         L’abbandonata, mazurka
-         L’appassionata, mazurka
-         Armonia
-         La bella trasteverina, mazurka
-         Festa d’Imeneo, polka per orchestra
-         Giuseppina, mazurka
-         Gnocchi, polka
-         Lidia, mazurka; Mazurka
-         O! via, non piangere, mazurka
-         Per passatempo, polka
-         Spunta il sol, polka per orchestra
-         Tempo di valzer
-         Vita felice, mazurka
Musica da camera o per piccolo organico
-         Duetto [per due violini], 1855
-         Una cara rimembranza, romanza per Basso e pianoforte, 1858?
-         Due fughe in una sola [per complesso da camera], Firenze 1859
-         Valzer [per quartetto d’archi], 1861
-         Adagio e variazioni per contrabbasso, 1873, opera pubblicata in tempi recenti
-         Fuga per due violini, Casale M. 1879
-         Fuga a quattro del Maestro Biacchi, 1879 [per contrabbasso, violini, e viola], opera pubblicata di recente
-         Allegretto assai modesto per trombone e pianoforte
-         Artot ed Austri, su motivi di Bellini e Donizetti
-         Aria per basso [e pianoforte]
-         Canone circolare di 4° in 4° [per cinque strumenti]
-         Due fughe a quattro
-         Fuga a tre voci con organo, violoncello e contrabbasso
-         Fuga tonale a 8°; Fughe in stile severo a 2, 3, 4 voci [per organo, strumenti vari, coro]
-         Gran duetto, obbligato a due cornetti, Ridotto con accompagnamento di orchestra
-         Gran variationes brillantes con accompagnamento di pianoforte
-         Una lacrima, per violino e pianoforte
-         Raccolta di melodie per violino e piano [incompleta]: n. 4 L’abbandono, n. 5; Una preghiera, n. 6; Una dolorosa memoria, n. 8; Una lacrima, n. 9; Melodia, n. 10; Melodia romantica; Raccolta di melodie romantiche per violino e piano (L’Abbandono, n. 4)
-         Concerto per violino n. 20 sopra vari motivi di Bellini [per violino, viola e violoncello]
-         Concerto per violino n. 19 sopra vari motivi di Bellini [solo parte del violino]
Musica per pianoforte
-         Ballabili [Album di pagine pianistiche facili ad uso della moglie Giuliana] 
-         Canzone napoletana ridotta per pianoforte [Santa Lucia]
-         L’Esigliato, romanza senza parole; Giulia Gentil, arietta per pianoforte
-         Il canto degli italiani [trascr. da Michele Novaro]
-         Marcia triestina per pianoforte a 4 mani
-         Ricordo, valzer
-         La divoratrice di cuori [marcia; breve pagina rinvenuta nel giugno 2014 in casa Rigi Luperti]
Opere didattiche
-         Trascrizioni per esercitazioni varie e appunti diversi
-         Accordatura più forte [esercizio per violino]
-         Andamenti con dissonanze e ritardi sopra la scala diatonica e cromatica, 1859
-         Fuga Reale, esercizio per la sincope per due violini
-         Metodo per tromba; Metodo per trombone e [a] pistoni
-         Piccolo istradamento all’armonia
-         Quadro generale di tutte le dissonanze, bassi e rivolti
-         Tuoni che hanno naturalmente la 3° maggiore
-         Frammenti di studi musicali per orchestra o piccolo organico
Trascrizioni
-         Sepulto Domino / Responsorio a 4 da cantarsi la mattina del Giovedì Santo al S° Sepolcro del M° Brunetti scritto in Urbino nel 1814 / C. Biacchi 1873 [da Antonio Brunetti]
-         Messa [parte del violino]  
-         Suonate per due violini e basso [da F: J. Haydn]
-         Stornello napoletano per pianoforte solo [da Mercadante]
-         Tantum ergo a Tenore e Basso [da J. Nichetti]
-         Cum sanctu spiritu, fuga del tono e parti per uso di C. Biacchi [da Terenzio Ortolani]
-         Tota Pulchra es per Tenore e Baritono / Dedicata all’Egregio M° sig. Coriolano Biacchi da L. Pifferi / Casale 30 Maggio 1895
-         Alla stella confidente, romanza [trascr. per pianoforte da Vincenzo Robaudi]
-         Spirto gentil, aria [da Bellini]
-         Tre grandi studi per due violini [da Ch.-A. De Beriot]
-         Intrigue, polka [per orchestra, trascr. per orch. da A. Baur]
Dell’intero corpus di composizioni sono state eseguite in pubblico ai giorni nostri:
Andante e Variazioni per violino e orchestra e Sinfonia in la maggiore, (Urbino, Stagione concertistica 1995); Armonia n. 18; Sinfonia n. 26; Adagio e Variazioni per contrabbasso (Urbino, Stagione concertistica 1997);[39] alcuni pezzi per violino e pianoforte e pianoforte solo presentati al pubblico nel giugno del 2014 a Urbino da Michele Bartolucci (violino) e Silvia Duchi (pianoforte), in occasione del centenario della morte del musicista, a cura di Carlo Inzerillo; nel 2024 è stato pubblicato un CD con composizioni per violino e pianoforte.

## Fonti
Archivio della Cappella Musicale di Urbino (ACMU)
Archivio di Stato di Urbino (ASU)
PERIODICI
La Voce dell’Apennino (1867-1873)
Il Corriere Metaurense (1885-1897)
L’Eco di Urbino (1898-1915)
Il Raffaello (1870-1881), pubblicata dall’Accademia Raffaello

## Discografia
Cecilia Cartoceti, Marco Vergini, Biacchi & Mangani per violino e pianoforte, CD, Fano, Halidon, 2024, H6908
| Controllo di autorità | VIAF (EN) 9486152200849014400008 · SBN MUSV007404 · GND (DE) 1154975746 |